# Philippe Fass
Philippe Fass (né le 1er avril 1933 à Strasbourg et mort le 12 janvier 2017 à Strasbourg) est un dirigeant français du Racing Club de Strasbourg.

## Biographie
Philippe Fass exerce la fonction de président du club de décembre 1972 à mai 1976. Il est également président du Racing Club de Strasbourg omnisports de juin 1972 à décembre 1972.